# Eulabeia (mitología)
En la mitología griega, Eulabeia (en griego antiguo: Εὐλάβεια) era el espíritu y la personificación de la discreción, la precaución y la circunspección. Es mencionada una vez en Las fenicias de Eurípides, donde Eteocles sugiere que las oraciones se dirijan a Eulabeia, "el más servicial de los dioses", si se quiere salvar a Tebas.
"Eulabeia" expresa una actitud, frente a la vida y frente a lo divino, de equilibrio, de preservarse de lo excesivo y de lo demasiado escaso. A este concepto también se oponen, en el ámbito religioso, la temeridad y la incredulidad por un lado y la fe excesiva y el lujo en el culto por otro —este último considerado un fenómeno arcaico asociado por los griegos de la época postclásica a las sociedades bárbaras—. Dicho sentido de la moderación era perseguido por los griegos de toda condición (tanto humildes como quienes poseían formación filosófica), y también se encuentra, según Plutarco, en la base de la religión romana.